# Robur Zdobywca

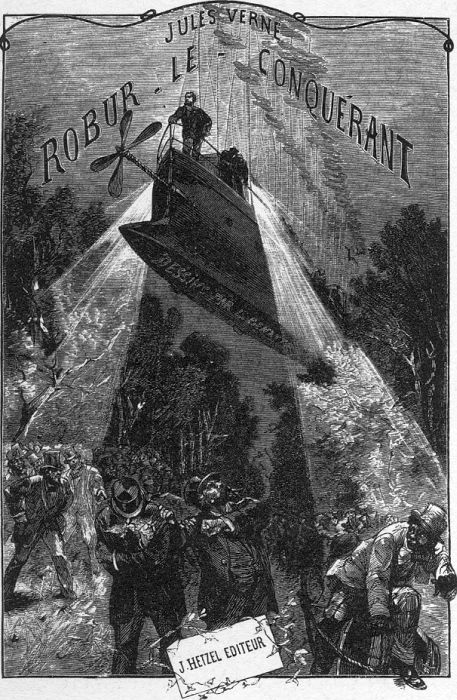
Strona tytułowa francuskiego wydania Hetzela

Robur Zdobywca (w innej wersji tłum. Król przestworzy; fr. Robur le conquérant) – jednotomowa powieść Juliusza Verne’a z 1886 roku, należąca do cyklu Niezwykłe podróże, złożona z 18 rozdziałów. Jej kontynuacją jest Pan świata.
Na język polski była tłumaczona dwukrotnie. Pierwszy przekład (Król przestworzy), autorstwa Zbigniewa Zamorskiego, ukazał się w 1932. Następny (Robur Zdobywca), autorstwa Bożeny Sęk, pochodzi z roku 1988.,.

## Literatura
- Jan Tomkowski, Juliusz Verne-tajemnicza wyspa?, Warszawa: „Nowy Świat”, 2005, ISBN 83-7386-166-1, OCLC 749432516. Brak numerów stron w książce
- Herbert R Lottman, Juliusz Verne, Jacek Giszczak (tłum.), Warszawa: Państwowy Instytut Wydawniczy, 1999, ISBN 83-06-02751-5, OCLC 177314257. Brak numerów stron w książce